# Жуков, Юрий Николаевич
Ю́рий Никола́евич Жу́ков (22 января 1938, Красногорск, Московская область — 3 марта 2023) — советский и российский историк. Доктор исторических наук, главный научный сотрудник Института российской истории РАН. Исследователь становления органов охраны памятников истории и культуры в СССР, а также сталинской эпохи. Автор альтернативной исторической конценции о преувеличенной роли Сталина в организации массовых репрессий. Также отрицал советскую виновность в катынском расстреле.

## Биография
По окончании Историко-архивного института работал журналистом в агентстве печати «Новости».
В 1976 году защитил кандидатскую диссертацию «Критика современной буржуазной англо-американской историографии развития советской культуры в СССР». Занял пост заведующего редакцией истории СССР издательства «Советская энциклопедия». Руководил созданием энциклопедий «Москва», «Гражданская война и военная интервенция в СССР». Автор нескольких монографий, сотни научных статей, посвящённых истории СССР 1920—1950-х годов.
В 1993 году защитил докторскую диссертацию «Становление и деятельность советских органов охраны памятников истории и культуры. 1917—1920 гг.». Сотрудник научного центра ИРИ РАН «Россия, СССР в истории XX века», действительный член Русского географического общества.
В 2000-е годы приобрёл известность благодаря своим научным и научно-публицистическим трудам о Сталине и «сталинской эпохе», хотя писал о них и ранее, но в несколько ином ключе (в частности, в книге «Операция Эрмитаж», 1993 год: о «миллионах жертв ГУЛАГа» и репрессиях, охвативших советскую науку). Регулярно выступал на телеканалах НТВ, Россия в телепередачах, посвящённых советской и современной российской истории. В марте 2011 года в интервью для «Комсомольской правды» заявил о признании Нюрнбергским трибуналом немецкой вины за Катынский расстрел.
Одной из последних работ Юрия Жукова была монография «Григорий Зиновьев. Отвергнутый вождь мировой революции» (2022). Изучение политической биографии героя проводилось Жуковым также в рамках его «просталинской» исторической концепции. Зиновьев как носитель идей мировой революции противопоставляется Сталину-государственнику.
Скончался 3 марта 2023 года.

## Высказывания
Последние два года [Сталин] сидел на даче и ничего не делал, был отрешён от власти ещё в феврале 1951 года. Поэтому все разговоры о том, что Сталин что-то делал в 1951—1952 годах, — ерунда. Он был очень болен, перенёс три инсульта, уже мало что соображал. И никто к нему не приставал ни с какими госделами.

Если о Катыни говорили премьер, президент страны, руководители Польши, — наверное, сегодня это самое главное событие. Однако исторические оценки, данные в этой связи, кажутся мне неверными. Говорить о виновности возможно только на основании решения суда. Те, кто обвиняет советскую власть в расстреле польских военнопленных, должны представить не копии, а оригиналы документов, которые мог бы принять суд — наш или любой другой страны. Именно для поиска исторической правды телевидение должно посвящать Катыни серьёзные обстоятельные передачи. Но не привлекать ангажированных властью любителей и дилетантов, таких как Млечин и Сванидзе. А пригласить профессионалов — отечественных и польских историков, которые занимаются в настоящее время этим вопросом.

## Критика
- Сформированная Ю. Н. Жуковым концепция «иного Сталина» неоднократно подвергалась критике со стороны представителей исторического сообщества. И. В. Павлова — доктор исторических наук, бывший ведущий научный сотрудник Института истории Сибирского отделения РАН, в настоящее время — независимый историк, живущий в Бостоне (США), пишет о том, что попытка Жукова представить Сталина «либералом» является мистификацией[10].
- Доктор исторических наук, специалист по истории СССР 1920-х — 1950-х годов О. В. Хлевнюк дал следующую характеристику книге Ю. Н. Жукова «Иной Сталин. Политические реформы в СССР в 1933—1937 гг.»:

Фантастические картины террора как результата противостояния Сталина-реформатора, стремившегося дать стране демократию, и своекорыстных партийных бюрократов-ортодоксов, всячески притеснявших вождя, основаны на многочисленных ошибках, сверхвольном обращении с источниками, а также игнорировании реальных фактов, не вписывающихся в придуманную картину.
 Хлевнюк характеризует Жукова как переносчика без ссылки на первоисточник уже устаревших конструкций западных ревизионистов, в частности, Арча Гетти, на российскую почву.
- Кандидат исторических наук Л. А. Лягушкина считает, что Жуков в своей концепции идёт ещё дальше Гетти, когда он возлагает вину за репрессии на различных руководителей на всех уровнях. По её мнению, Жуков очень вольно обходится с источниками, продвигая свою точку зрения[13].
- Доктор исторических наук Г. В. Костырченко (в ответ на интервью Жукова «Литературной газете», в котором он заявил, что Большой террор прекратился, когда в аппарате НКВД не осталось евреев):

Поскольку главный пафос почти всех исторических работ Юрия Жукова, изданных им в последние 15—17 лет, почти исключительно нацелен на морально-политическую реабилитацию Сталина, тому, что он поведал корреспонденту «ЛГ», удивляться не приходится. Правда, теперь он тщится оправдать диктатора, выставляя козлами отпущения за его преступления евреев.
- По мнению доктора исторических наук профессора А. И. Зевелева, статьи Жукова «написаны в плане и в духе методологии „Краткого курса истории ВКП(б)“, в духе выступлений самого Сталина. Когда Сталин пытался ошибки и недостатки в жизни партии, общества „сбросить“ на людей ниже стоящих, работающих на периферии»[8].
- Концепцию Ю. Н. Жукова о Большом терроре критиковал журналист Лев Колодный на примере семьи врача Зильбера[15].Какая связь между Конституцией и чудовищным террором? Оказывается, после её одобрения в Москву «посыпались шифрованные телеграммы» секретарей обкомов и ЦК республик. В страхе, что могут проиграть альтернативные выборы, они запрашивали лимиты на расстрел заговорщиков, готовивших восстание
- Политолог Георгий Мирский в 2014 году высказывался, что сейчас в России: «Вместо Покровского и Тарле — Николай Стариков и Юрий Жуков»[16].
- По мнению историка Е. Ю. Синина, в последней своей работе, посвящённой Григорию Зиновьеву, Жуков допускал избирательное толкование фактов политической биографии героя[5].

## Основные работы
- Жуков Ю. Н. Сохранённые революцией. — М.: Московский рабочий, 1985. — 208 с. — 50 000 экз.
- Жуков Ю. Н. Бессмертие народного подвига: памятники воинской славы русского народа и мемориалы Отечественной войны 1812 г.. — М., 1987. — 39 с. — 10 000 экз.
- Жуков Ю. Н. Память Отечества: сохранение культурно-исторического наследия в СССР. — М.: Знание, 1988. — 64 с. — (Новое в жизни, науке, технике). — 56 360 экз.
- Жуков Ю. Н. Становление и деятельность советских органов охраны памятников истории и культуры (1917—1920) / отв. ред. Н. М. Катунцева. — М.: Наука, 1989. — 302 с. — 1700 экз. — ISBN 5-02-008500-6.
- Жуков Ю. Н. Когда гремели пушки: спасение памятников зодчества в годы Великой Отечественной войны. — М.: Знание, 1990. — 38 с. — (В помощь лектору). — 3000 экз. — ISBN 5-254-00004-X.
- Жуков Ю. Н. Операция «Эрмитаж». — М., 1993. — 123 с. — 50 000 экз.
- Жуков Ю. Н. Тайны Кремля: Сталин, Молотов, Берия, Маленков. — М.: Терра — Книжный клуб, 2000. — 688 с. — (Тайны истории в романах, повестях и документах). — 10 000 экз. — ISBN 5-300-02990-4. (3-е изд. 2006)
- Жуков Ю. Н. Иной Сталин. Политические реформы в СССР в 1933—1937 гг. — М.: Вагриус, 2003. — 512 с. — 10 000 экз. — ISBN 5-9560-0147-X. (6-е изд. 2010)
- Жуков Ю. Н. Сталин: тайны власти. — М.: Вагриус, 2008. — 720 с. — 3000 экз. — ISBN 978-5-9697-0638-5.
- Жуков Ю. Н. Сталин: Арктический щит. — М.: Вагриус, 2008. — 544 с. — 3000 экз. — ISBN 978-5-9697-0472-5.
- Жуков Ю. Н. Народная империя Сталина. — М.: Алгоритм, 2009. — 334 с. — 3000 экз. — ISBN 978-5-699-35187-9.
- Жуков Ю. Н. Настольная книга сталиниста. — М.: Эксмо, 2010. — 320 с. — 5000 экз. — ISBN 978-5-699-40304-2.
- Жуков Ю. Н., Кожинов В. В., Мухин Ю. И. Загадка 37 года. — М.: Эксмо, Алгоритм, 2010. — 576 с. — 3000 экз. — ISBN 978-5-699-40624-1.
- Жуков Ю. Н. Гордиться, а не каяться! Правда о сталинской эпохе (сборник статей и интервью). — М.: Эксмо, Яуза, 2011. — 256 с. — 3500 экз. — ISBN 978-5-699-46904-8.
- Жуков Ю. Н. Первое поражение Сталина. 1917—1922 гг. От Российской Империи — к СССР. — М.: Издательский центр «Аква-Терм», 2011. — 672 с. — 5000 экз. — ISBN 978-5-905024-02-3.
- Жуков Ю. Н. Оборотная сторона НЭПа. Экономика и политическая борьба в СССР. 1923—1925 гг. — М.: Издательский центр «Аква-Терм», 2014. — 448 с. — ISBN 978-5-905024-20-7.
- Жуков Ю. Н. Сталин. Операция «Эрмитаж». — М.: «Концептуал», 2017. — 224 с. — ISBN 978-5-906867-21-6.
- Жуков Ю. Н. Оборотная сторона НЭПа. 1923—1925 годы. — М.: «Концептуал», 2017. — 377 с. — ISBN 978-5-906867-20-9
- Жуков Ю. Н. Иной Сталин. Политические реформы в СССР в 1933—1937 гг. — М.: «Концептуал», 2017. — 368 с. — ISBN 978-5-906867-22-3.
- Жуков Ю. Н. Первое поражение Сталина. 1917—1922 годы. — М.: «Концептуал», 2017. — 608 с. — ISBN 978-5-906867-19-3.
- Жуков Ю. Н. Сталин. Тайны власти. — М.: «Вагриус», 2017. — 720 с.
- Жуков Ю. Н. Сталин. Шаг вправо. — М.: «Концептуал», 2017. — 416 с. — ISBN 978-5-906867-24-7.
- Жуков Ю. Н. Григорий Зиновьев. Отвергнутый вождь мировой революции. — Концептуал, 2021. — 560 с. — ISBN 978-5-907472-00-6.